# She's a Secretary
She's A Secretary (Ona je sekretářka) je píseň německé skupiny Celebrate The Nun z alba Meanwhile z roku 1989. Jako singl vyšla píseň v roce 1990.

## Seznam skladeb
1. She's A Secretary (Gothic Mix) - (5:25)
2. She's A Secretary (Gothic Dub) - (3:36)
3. She's A Secretary (Nonne Mix) - (4:24)
4. She's A Secretary (Monja Mix) - (5:32)
5. She's A Secretary (Spastic Dub) - (6:01)
6. Strange - (5:09)

## Seznam skladeb (Maxi-Single)
1. She's A Secretary (Gothic Mix) - (5:25)
2. She's A Secretary (Gothic Dub) - (3:36)
3. She's A Secretary (Nonne Mix) - (4:24)
4. She's A Secretary (Monja Mix) - (5:32)
5. She's A Secretary (Spastic Dub) - (6:01)
6. Strange - (5:09)
7. Will You Be There (12" Version) - (5:30)